# El hombre de Tallahassee
The Man from Tallahassee (El hombre de Tallahassee, en español) es el decimotercer capítulo de la tercera temporada de la serie Lost. Ben ofrece a Locke los secretos de la isla cuando este último está a punto de ejecutar un plan de destrucción contra Los Otros o algo relacionado con ellos. Kate descubre que Jack ha hecho un trato con éstos cuando finalmente se reúne con él. FLASHBACK de John Locke. 

## Argumento

### Flashback
Locke está siendo entrevistado por una trabajadora del gobierno, que tiene que determinar si continuará recibiendo paga por minusvalía. La funcionaria le pregunta por qué ha dejado de pagar las facturas de la terapia. Locke dice que ha dejado de ir a terapia porque era una "pérdida de tiempo", así que ella suspende los pagos, informándole que la suspensión es temporal. Él pregunta si está "temporalmente minusválido" y se revela que está sufriendo depresión.
Más tarde, en su apartamento, Locke está comiendo frente a la televisión, cuando llaman a su puerta. Un chico joven, que se presenta como Peter Talbot, pregunta a Locke si conoce a "Adam Seward". Éste dice ser un empresario informático retirado de Ontario que le ha pedido a la madre de Peter que se case con él. Se descubre que Seward es Anthony Cooper. Peter ha encontrado a Locke a través del historial médico de Sewards para saber si éste es un buen hombre. Locke le informa que fue una donación anónima y que no puede ayudar a Peter.
Locke se enfrenta a su padre en una florería, exigiéndole que suspenda la boda. Le dice a Cooper que Peter sospecha el timo y amenaza con decirle a la señora Talbot la verdad. Cooper acepta suspender la boda. 
Cuando llega a casa más tarde, Locke es interceptado por la detective Mason y por el detective Reed, que le preguntan si conoce a Peter Talbot. Le dicen a Locke que saben que fue al apartamento de Locke. Cuando Locke dice que Peter solo intentaba venderle algo, los detectives le dicen que los Talbot tienen una fortuna de 200 millones de dólares, y que Peter Talbot ha muerto.
Locke se enfrenta a Cooper, y exige saber si él ha matado a Peter Talbot. Cooper explica que la señora Talbot ha cancelado la boda debido a la muerte del chico, así que él no va a sacar ningún beneficio. Mientras le cuenta esto a Locke, Cooper sirve dos copas de whisky MacCutcheon, bebiendo de una y ofreciendo la otra a Locke. Para responder a la acusación de Locke, Cooper dice que es un timador, no un asesino. Invita a Locke a comprobar que la boda ha sido suspendida llamadno a la señora Talbot y preguntándoselo. Mientras Locke va a por el teléfono, Cooper se lanza sobre él y lo tira por la ventana. Cae 8 pisos y aterriza sobre su espalda.
Los detectives visitan a Locke en el hospital para decirle que Cooper voló a México y desapareció. Son interrumpidos por el terapeuta de Locke, que le exige que debe salir de la cama. El terapeuta le trae una silla de ruedas y pone a Locke en ella. Locke dice que no puede hacerlo, pero el terapeuta responde: "John, te has caído por una ventana a ocho pisos de altura y has sobrevivido. No quiero oír nada sobre lo que no puedes hacer". Locke mira fijamente a sus inmóviles piernas y llora.

### En la Isla
Locke, Sayid, Kate y Rousseau están viendo a Jack y a Tom pasarse un balón de fútbol americano cuando Juliet aparece y trae a Ben, que estrecha la mano a Jack. Rousseau desaparece.
El trío formado por Kate, Sayid y Locke están confundidos por el comportamiento de Jack, así que Locke sugiere esperar al anochecer para hablar con Jack e intentar un rescate.
Esa noche el equipo de rescate se dirigen a casa de Jack. Mientras Sayid va por la puerta trasera, Kate entra a hablar con Jack. Lo encuentra tocando el piano, y cuando él se da cuenta de su presencia, le dice que tiene que irse inmediatamente, ya que está siendo vigilado con cámaras. Los guardias irrumpen en la habitación, y Kate y Sayid son capturados. Cuando es interrogada por los guardias, miente y no menciona la presencia ni de Locke ni de Rousseau en los Barracones.
Mientras tanto, Locke sorprende a Ben en su habitación. Locke le pregunta a Ben dónde está el submarino, y Ben dice que no sabe de qué está hablando, hasta que Locke comenta que ha matado a Mikhail Bakunin. Alex entra en la habitación y es tomada como rehén por Locke. Tom toca la puerta, y Locke se lleva a Alex dentro del armario mientras Tom y Richard Alpert entran en la habitación para informar a Ben que Kate y Sayid han sido encontrados en los Barracones. Ben les pide que los separe para interrogarlos. Tom sale de la habitación, y Ben le dice a Alpert que le traiga al "Hombre de Tallahassee". Locke envía a Alex a recuperar la mochila de Sayid mientras mantiene a Ben como rehén.
Ben pide a Locke que le ayude a subirse en su silla de ruedas,y Locke se muestra reticente. Ben le pregunta a Locke cómo va a pilotar el submarino y le pregunta qué hay en la mochila. Ben deduce que Locke tiene los explosivos de la estación de comunicaciones y que quiere destruir el submarino. "Te conozco, John Locke" dice Ben. Va perfilando la vida de Locke, diciéndole que sabe que pasó cuatro años en una silla de ruedas, y que sabe cómo acabó en ella. Le pregunta si le dolió, y un irritado Locke contesta: "Sentí cómo se me rompía la espalda. ¿Tú que crees?".
Kate está siendo retenida en una habitación de recreativos con una mesa de billar, un futbolín y dos máquinas de pinball. Está intentando liberarse cuando entra Tom. Está con Jack, y le advierte que tenga "Cuidado aquí dentro", señalando a su oreja y al techo, indicando que hay micrófonos en la habitación. Jack le cuenta a Kate que ahí es donde ellos viven, y que los niños y la gente secuestrada están bien. Cuando Kate le pregunta si ahora está con ellos, Jack  le dice que él no está con nadie. Ella se enfada con él por estar actuando de esa manera, y Jack  admite que le iban a permitir volver a casa y que iba a volver a por ella después de escapar. Juliet entra en la habitación a por él, ya que van a irse de la isla a la mañana siguiente.
Ben está muy interesado en la recuperación de Locke, preguntándole "Si había sido inmediata". Locke pregunta por qué no le había ocurrido lo mismo a Ben, e incluso por qué había enfermado. Ben le pregunta a Locke si quiere destruir el submarino porque tiene miedo de que si deja la isla "Se le irá" y volverá a la silla de ruedas.
Alex se dirige a coger la mochila de Ryan, que está vigilando a Sayid. Éste le dice a Alex que se parece a su madre. "Mi madre está muerta", dice ella, a lo que Sayid contesta: "Estoy seguro que eso es lo que te han dicho", antes de que Ryan le golpee y le diga que se calle.
Locke pregunta de dónde sacan la electricidad y Ben hace un chiste sobre hámsteres. Ben intenta convencer a Locke para que no toque el submarino, ya que si lo destruye le causará un "Gran problema con su gente". Dice que él nació en la isla, pero que muchos de los Otros no, y ese submarino les ayudaba a seguir comprometidos con la isla. Ben le promete a Locke que le enseñará "cosas que tiene muchas ganas de ver". Le dice a Locke que imagine que la isla contiene una "Gran caja" que puede manifestar todo lo que uno desee. Locke le sugiere a Ben que debería desear un nuevo submarino. Le dice a Ben que no sabe la suerte que tiene por poder utilizar electricidad o armas, y que si supiera apreciar de verdad lo que es esa isla, "No guardarías el pollo en la nevera". Ben le dice que solo lleva ochenta días en la isla, y que él lleva toda la vida allí, y le pregunta que por qué cree conocer la isla mejor de lo que él la conoce, a lo que Locke contesta: "Porque tú estás en una silla de ruedas, y yo no".
Locke también llama a Ben un "Fariseo". Utilizando este término, Locke está intentado decir que Ben no está practicando una auténtica espiritualidad, que Ben y Los Otros se han vuelto autosuficientes, arrogantes y poderosos. Viven una vida llena de comodidades gracias a los restos de la Iniciativa DHARMA mientras que no hacen lo que Locke cree que es su deber religioso con la isla.
Alex vuelve con la mochila y Locke exige que ella le lleve al submarino. Ben le suplica una vez más, y le cuenta a Locke su acuerdo con Jack. Le dice que el submarino se irá por la mañana con Jack y que nunca volverá porque la anomalía magnética había deshabilitado su sonar. Una vez fuera, Alex le dice a Locke que Ben le está manipulando. Le lleva al muelle y vemos que Rousseau la está mirando desde los árboles, y en sus mejillas corren lágrimas. Locke entra en el submarino vacío y mira alrededor, al tiempo que apaga las luces.
Jack y Juliet entran en casa de Ben. Jack le pide "Un último favor": que sus amigos sean liberados cuando él se haya ido. Ben está de acuerdo en dejarlos ir, y le da su palabra de que "Les dejare ir tan pronto como hayas dejado la isla". Juliet le agradece que mantenga su promesa.
Locke deja el submarino y se encuentra con Ryan y Los Otros, que llevaban a Jack y a Juliet. John Locke le pide perdón a Jack justo cuando el submarino explota.
Más tarde, Locke está esposado en una sala cuando Ben y Richard Alpert entran. Locke dice que Ben quería que destruyera el submarino, y Ben se lo confirma diciéndole que "Había convertido su sueño en realidad" al crear una situación en la que Jack no podía dejar la isla y, al mismo tiempo, Ben había mantenido su promesa con Jack. Ben ordena a Alpert que le quite las esposas a John. Locke pregunta sarcásticamente sobre la caja mágica y Ben dice que le enseñará lo que hay en ella. Ben le dice a Locke que cuando antes le había preguntado si le había dolido, no quería saber si le había dolido físicamente, sino qué se sentía cuando "Su propio padre había intentado matarlo". Dice que Locke tiene miedo de Cooper, y que la isla es el único sitio donde Cooper no podría encontrarlo nunca. También le dice que Locke tiene "una especie de conexión" con la isla, y que eso le hace muy importante. Abre una puerta, y vemos a Anthony Cooper, "el hombre de Tallahassee", atado a una silla, con la boca tapada y con signos de haber sido golpeado. La reacción de Cooper al ver a Locke es una mezcla de asombro y miedo.